# لورینگ (میشیگان)
لورینگ (به انگلیسی: Levering) یک منطقهٔ مسکونی در ایالات متحده آمریکا است که در میشیگان واقع شده‌است. لورینگ ۱٫۱ کیلومتر مربع مساحت و ۲۱۵ نفر جمعیت دارد و ۲۳۱ متر بالاتر از سطح دریا واقع شده‌است.